# Niophis aper
Niophis aper là một loài bọ cánh cứng trong họ Cerambycidae.